# Augusta (Arkansas)
Augusta é uma cidade localizada no estado americano de Arkansas, no Condado de Woodruff.

## Demografia
Segundo o censo americano de 2000, a sua população era de 2 665 habitantes. 
Em 2006, foi estimada uma população de 2 390, um decréscimo de 275 (-10.3%).

## Geografia
De acordo com o United States Census Bureau, a localidade tem uma área de 5,1 km², sem área coberta por água. Augusta localiza-se a aproximadamente 66 m acima do nível do mar.

## Localidades na vizinhança
O diagrama seguinte representa as localidades num raio de 24 km ao redor de Augusta. 